# Greyhound
 Der er for få eller ingen kildehenvisninger i denne artikel, hvilket er et problem. Du kan hjælpe ved at angive troværdige kilder til de påstande, som fremføres i artiklen.

Greyhound er en hunderace. Den bruges blandt andet til hundevæddeløb, hvor de kan opnå en hastighed på cirka 70 kilometer i timen.